# Esther Staubli
Esther Staubli (født 3. oktober 1979 i Bern) er en schweizisk fodbolddommer.
I 2006 blev hun udnævnt til FIFA-dommer